# 沖竜太
沖 竜太（おき りゅうた、1928年7月12日 - ）は、日本の俳優。東京府東京市淀橋区西大久保で生まれる。旧漢字表記は沖 龍太。

## 人物
鎌倉アカデミア演劇科卒業。東京俳優学校ラジオ科卒業。1949年、ムーランルージュ新宿座にて初舞台。1954年に浅草ロック座に移り、ストリップ劇のオカマ役や三枚目役を主に演じていた。1955年にラジオ東京放送劇団の4期生となり、テレビ劇団員となる。1960年にフリーランスとなり、全音プロに所属していた。
三枚目的な役柄から子供のファンが多かったとされる。特徴的な声をしていたことから、声優としても活動していた。

## 出演作品

### テレビドラマ
- 浮世万華鏡（不明、KR）
- 女のサロン（不明、KR）
- 花を召しませ（不明、KR）
- 古い絵（不明、KR）
- 何処へ（不明、KR）
- 孝行息子（不明、KR）
- 西武民話劇場 松虫女房（不明、KR）
- トランペット物語（不明、KR）
- きんぴら先生行状記（不明、KR）
- 銀色のアドバルン（不明、KR）
- 伊太八御用（1955年、KR）
- 猿飛佐助旅日記（1955年、KR）
- 江戸の影法師（1955年、KR）
- 今日もどこかで（1956年、KR）
- わが輩ははなばな氏（1956年、KR）
- 愛情物語（1957、KR）
  - 第1話 「芸者屋と赤ン坊」[6]
  - 第4話「星の降る夜」[6]
  - 第8話「新版舌切雀」[6]
- ありちゃんのおかっぱ侍（1957年、KR）
- 花にふる夜（1957年、NHK）
- 姫重態（1957年、KR）
- 若君日本晴れ（1958年、KR）
- ざっくばらん物語（1959年、KR）
- そして今日もまた（1960年、NHK）
- 戦友（1963年、NETテレビ）
- いまに見ておれ（1964年、TBS）

### 吹き替え
- ミステリーゾーン（100年後の男[7]）
- スーパーカー（ビーカー博士）
- 平原児シスコ・キッド（パンチョ[8]）

### 人形劇
- おやゆび姫